# Єгоров Микита Васильович
Мики́та Васи́льович Єго́ров (нар. 2 жовтня 1908, село Алексєєвка Саратовської губернії, тепер Новобураського району Саратовської області, Російська Федерація — 3 травня 1970, Москва) — радянський військовий діяч, політпрацівник, генерал-полковник (1965), член Військової ради Одеського військового округу. Депутат Верховної Ради РРФСР 6-7-го скликань.

## Біографія
Народився в селянській родині. Працював слюсарем, головою бюро Астраханського пролетарського студентства.
Член ВКП(б) з 1929 року.
У 1935 році закінчив Середньоволзький індустріальний інститут в місті Куйбишеві.
Працював інженером управління «Котломонтаж», завідувачем енергетичного бюро Середньо-волзького краю, завідувачем промислово-транспортного відділу Куйбишевського обласного комітету ВКП(б).
У червні 1939 — квітні 1941 р. — секретар Куйбишевського обласного комітету ВКП(б) з кадрів.
5 квітня — 22 листопада 1941 р. — 2-й секретар Куйбишевського обласного комітету ВКП(б).
З 1941 року — в Червоній армії, учасник німецько-радянської війни. У листопаді 1941 — вересні 1942 р. — начальник Політичного управління Сталінградського військового округу.
У вересні 1942 — 1945 р. — начальник політичного відділу 28-ї армії. Воював на Сталінградському, Південному, 4-му Українському, 3-му Українському, 1-му, 3-му Білоруському і 1-му Прибалтійському фронтах. У 1945 році працював начальником Політичного управління 1-го Прибалтійського фронту.
У липні 1945 — травні 1946 р. — начальник Політичного управління Прибалтійського військового округу. У травні 1946 — жовтні 1947 р. — начальник Політичного управління Тбіліського (Закавказького) військового округу. У жовтні 1947 — 1950 р. — начальник Політичного управління Московського військового округу.
У 1950 — 1952 р. — заступник завідувача адміністративного відділу ЦК ВКП(б). У 1952 — квітні 1953 р. — завідувач адміністративного відділу ЦК КПРС.
З квітня 1953 року — начальник Політичного управління Приволзького військового округу. У 1956 році закінчив курси удосконалення політичного складу при Військово-політичній академії імені Леніна.
У листопаді — грудні 1956 р. — член Військової ради Одеського військового округу. У 1956 — серпні 1958 р. — начальник Політичного управління Південної групи військ.
У серпні 1958 — січні 1966 р. — член Військової ради Московського військового округу.
У січні 1966 — квітні 1967 р. — заступник начальника Головного політичного управління Радянської армії і Військово-морського флоту.
У квітні 1967 — травні 1970 р. — член Військової ради — начальник Політичного управління Ракетних військ Збройних сил СРСР.
Похований на Новодівочому кладовищі в Москві.

## Звання
- полковник
- генерал-майор (2.11.1944)
- генерал-лейтенант (18.02.1958)
- генерал-полковник (18.06.1965)

## Нагороди
- орден Леніна (1944)
- два ордени Червоного Прапора (1943, 1968)
- орден Кутузова 2-го ступеня (1945)
- два ордени Червоної Зірки (1943, 1956)
- медалі